# Río Tupuru
El río Tupuru es un curso de agua en el norte de Guyana. Se encuentra en la región de Cuyuni-Mazaruni, en la parte que Venezuela reclama como Guayana Esequiba, 90 km al oeste de la capital, Georgetown.
Prevalece un clima y vegetación de selva tropical en la zona. La temperatura media anual es de 22 °C. El mes más cálido es septiembre, cuando la temperatura media es de 23 °C, y el más frío es enero, con 21 °C. La precipitación media anual es de 2448 milímetros. El mes más lluvioso es mayo, con un promedio de 349 mm de precipitación, y el más seco es marzo, con 56 mm de lluvia.

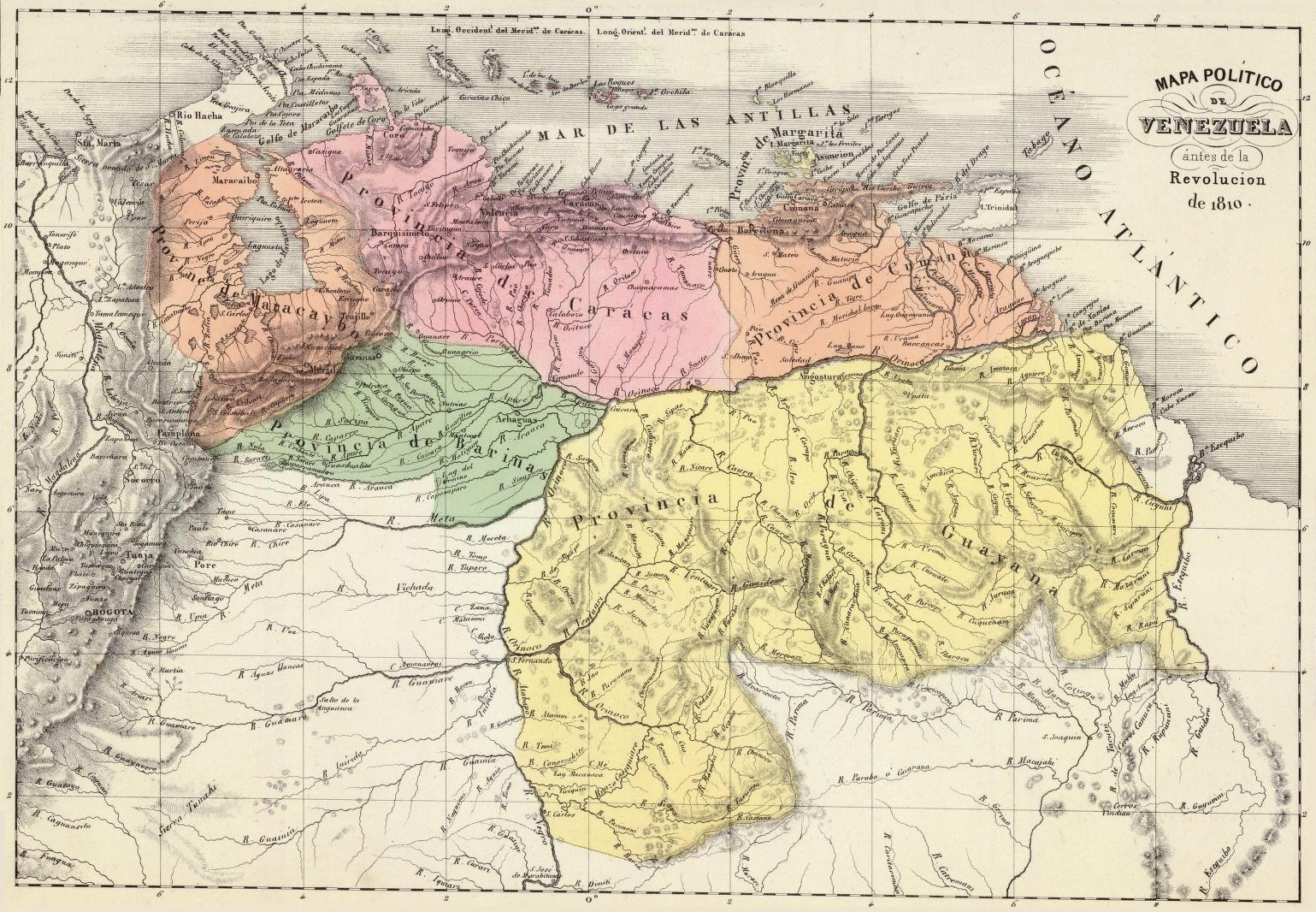
Mapa de Venezuela de 1840, donde aparece el río.

El río aparece como parte de Venezuela en un mapa de Agustín Codazzi, de 1840.